# Красная черепаха
«Красная черепаха» (фр. La Tortue rouge; яп. レッドタートル ある島の物語) — франко-японский полнометражный мультфильм режиссёра Михаэля Дюдока де Вита о мужчине, который, чтобы сбежать с необитаемого острова, на котором он оказался, строит плот, однако красная черепаха делает всё возможное, чтобы помешать ему покинуть остров. Хаяо Миядзаки утвердил де Вита для съёмок ещё в 2010 году. Премьера в России состоялась 16 февраля 2017 года. 27 октября 2016 года «Красная черепаха» открыла 10-й Большой фестиваль мультфильмов. В мультфильме нет диалогов.

## Сюжет
В центре сюжета мужчина, оказавшийся на необитаемом острове. Чтобы сбежать, он построил плот, но красная черепаха всеми силами мешает ему покинуть остров. Чувствуя злобу и отчаяние, мужчина оставляет её лежать на берегу перевернутой. Кажется, что она умерла, однако, через несколько ночей она таинственным образом обращается в молодую девушку. Они начинают жить на острове вдвоем, ведя примитивный быт, а вскоре у них появляется сын. Ребёнок уже становится подростком, когда на остров приходит цунами, уничтожающее прибрежные бамбуковые рощи. После шторма юноша ищет своих родителей, но находит лишь раненую мать. Отца унесло в море, но сыну удается его спасти. Семья воссоединяется и продолжает жить на острове.
Единственным предметом, напоминающим о цивилизации, является стеклянная бутылка, выброшенная на берег волнами. Повзрослев, юноша решает покинуть остров вплавь, вместе с черепахами. Родители отпускают его. Показывается их старость на острове, затем смерть главного героя, наступающая во сне. Женщина снова превращается в большую красную черепаху и уплывает.

## Фестивали и награды
| List of awards and nominations       | List of awards and nominations | List of awards and nominations                                       | List of awards and nominations          | List of awards and nominations | List of awards and nominations |
| Премия                               | Дата церемонии                 | Категория                                                            | Получатели                              | Результат                      | Источники                      |
| ------------------------------------ | ------------------------------ | -------------------------------------------------------------------- | --------------------------------------- | ------------------------------ | ------------------------------ |
| Annie Awards                         | February 4, 2017               | Best Animated Feature — Independent                                  | The Red Turtle                          | Победа                         | [ 7 ]                          |
| Annie Awards                         | February 4, 2017               | Outstanding Achievement, Animated Effects in an Animated Production  | Mouloud Oussid                          | Номинация                      | [ 7 ]                          |
| Annie Awards                         | February 4, 2017               | Outstanding Achievement, Directing in an Animated Feature Production | Michaël Dudok de Wit                    | Номинация                      | [ 7 ]                          |
| Annie Awards                         | February 4, 2017               | Outstanding Achievement, Music in an Animated Feature Production     | Laurent Perez del Mar                   | Номинация                      | [ 7 ]                          |
| Annie Awards                         | February 4, 2017               | Outstanding Achievement, Writing in an Animated Feature Production   | Michaël Dudok de Wit and Pascale Ferran | Номинация                      | [ 7 ]                          |
| Каннский кинофестиваль               | May 21, 2016                   | Un Certain Regard Special Prize                                      | Michaël Dudok de Wit                    | Победа                         | [ 8 ]                          |
| Каннский кинофестиваль               | May 21, 2016                   | Prize Un Certain Regard                                              | Michaël Dudok de Wit                    | Номинация                      | [ 8 ]                          |
| Каннский кинофестиваль               | May 21, 2016                   | Camera d'Or                                                          | Michaël Dudok de Wit                    | Номинация                      | [ 8 ]                          |
| Chicago Film Critics Association     | December 15, 2016              | Best Animated Film                                                   | The Red Turtle                          | Номинация                      | [ 9 ]                          |
| Critics' Choice Awards               | December 11, 2016              | Best Animated Feature                                                | The Red Turtle                          | Номинация                      | [ 10 ]                         |
| Denver Film Critics Society          | January 16, 2017               | Best Animated Film                                                   | The Red Turtle                          | Номинация                      | [ 11 ]                         |
| Los Angeles Film Critics Association | December 4, 2016               | Best Animated Film                                                   | The Red Turtle                          | Runner-up                      | [ 12 ]                         |
| Online Film Critics Society          | January 3, 2017                | Best Animated Feature                                                | The Red Turtle                          | Номинация                      | [ 13 ]                         |
| San Francisco Film Critics Circle    | December 11, 2016              | Best Animated Feature                                                | The Red Turtle                          | Победа                         | [ 14 ] [ 15 ]                  |
| Satellite Awards                     | February 19, 2017              | Best Animated or Mixed Media Feature                                 | The Red Turtle                          | Номинация                      | [ 16 ]                         |
| Toronto Film Critics Association     | December 11, 2016              | Best Animated Film                                                   | The Red Turtle                          | Второе место                   | [ 17 ]                         |